# Боннівілль
Боннівілль (англ. Bonnyville) — це місто, розташоване в центрально-східній частині провінції Альберта Канади між містами Колд-Лейк і Сент-Пол в якому проживає 5 975 осіб (2016), 18 % з яких є українцями. Навколишній муніципальний район Боннівілль № 87 та комунальна служба знаходиться також у Боннівіллі.
Спільнота отримала своє ім'я від отця Бонніна — Римо-католицького священика.

## Географія
Боннівілль знаходиться на північному березі озера Джессі. Озеро є важливим перевалочним пунктом для тисяч перелітних птахів, і тому привертає увагу орнітологів.[джерело?] Інші прилеглі озера включають озеро Лося і озеро Мюріель.

## Демографія
Шаблон:Історія переписів населення
Згідно з переписом населення 2016 року, проведеного бюро статистики Канади, у місті Боннівілль чисельність населення становить 5 975 чоловік, які проживають у 2106 власних із 2499 приватних будинків. Це на 12,9 % менше в порівнянні з переписом населення 2011 року, коли проживало 6216 людей. Земельна ділянкою міста становить площу 14,18 квадратних кілометри (5,47 кв. милі) при щільності населення 382.0/км в 2016 році.
Населення міста Боннівілль згідно з муніципальним переписом 2014 року складало 6921, що на 1,2 % більше в порівнянні з попереднім переписом населення, коли проживало 6837 людей.
За переписом населення Канади 2011 року у місті Боннівілль проживало 6 216 жителів у 2324 власних із 2482 привтаних будинків. Це на 6,6 % більше, ніж було у 2006 році (5832 жителі). Місто мало площу 14,1 км2 (5,4 миля2) при щільності населення 440.9/км в 2011 році.
У Боннівіллі проживає дуже багато франкомовних жителів і багато українців Канади.
| Корінні мешканці та національні меншини (Перепис населення Канади 2006 року) | Корінні мешканці та національні меншини (Перепис населення Канади 2006 року) | Корінні мешканці та національні меншини (Перепис населення Канади 2006 року) | Корінні мешканці та національні меншини (Перепис населення Канади 2006 року) |
| Групи населення                                                              | Групи населення                                                              | Населення                                                                    | % від загальної кількості населення                                          |
| ---------------------------------------------------------------------------- | ---------------------------------------------------------------------------- | ---------------------------------------------------------------------------- | ---------------------------------------------------------------------------- |
| White                                                                        | White                                                                        | 4,950                                                                        | 86,5%                                                                        |
| Visible minority group Source:                                               | Південна Азія                                                                | 35                                                                           | 0,6%                                                                         |
| Visible minority group Source:                                               | Chinese                                                                      | 10                                                                           | 0,2%                                                                         |
| Visible minority group Source:                                               | Black                                                                        | 10                                                                           | 0,2%                                                                         |
| Visible minority group Source:                                               | Filipino                                                                     | 45                                                                           | 0,8%                                                                         |
| Visible minority group Source:                                               | Latin American                                                               | 10                                                                           | 0,2%                                                                         |
| Visible minority group Source:                                               | Arab                                                                         | 90                                                                           | 1,6%                                                                         |
| Visible minority group Source:                                               | Південно-Східна Азія                                                         | 0                                                                            | 0%                                                                           |
| Visible minority group Source:                                               | Західна Азія                                                                 | 0                                                                            | 0%                                                                           |
| Visible minority group Source:                                               | Корейці                                                                      | 0                                                                            | 0%                                                                           |
| Visible minority group Source:                                               | Японці                                                                       | 0                                                                            | 0%                                                                           |
| Visible minority group Source:                                               | Visible minority, n.i.e.                                                     | 0                                                                            | 0%                                                                           |
| Visible minority group Source:                                               | Multiple visible minority                                                    | 0                                                                            | 0%                                                                           |
| Total visible minority population                                            | Total visible minority population                                            | 205                                                                          | 3,6%                                                                         |
| Аборигени Source:                                                            | Індіанці Канади                                                              | 160                                                                          | 2,8%                                                                         |
| Аборигени Source:                                                            | Канадські метиси                                                             | 390                                                                          | 6,8%                                                                         |
| Аборигени Source:                                                            | Інуїти                                                                       | 0                                                                            | 0%                                                                           |
| Аборигени Source:                                                            | Aboriginal, n.i.e.                                                           | 15                                                                           | 0,3%                                                                         |
| Аборигени Source:                                                            | Multiple Aboriginal identity                                                 | 0                                                                            | 0%                                                                           |
| Загалом населення аборигенів                                                 | Загалом населення аборигенів                                                 | 570                                                                          | 10%                                                                          |
| Всього жителів                                                               | Всього жителів                                                               | 5,725                                                                        | 100 %                                                                        |

## Економіка
Економіка Боннівіллі базується на прилеглих нафти та сільськогосподарських ресурсах, а також завдяки вигідному місці розташування між ринками Сент-Пол і Холд-Лейк.[джерело?]

## Пам'ятки
Святкування сторіччя Боннівілля проходило у 2007 році. До цієї дати було побудовано Центр культури, освітнього та рекреаційного розвитку, як продовження будівництва Лалонд Арена та Боннівіль Район Агріплекс. Його будівництво було дещо суперечливим, оскільки його вартість перевищила початкову оцінку та вимагала підвищення податку як для жителів міста, так і для муніципального району.[джерело?]

## Спорт
У Боннівіллі знаходиться молодіжна команда Боннівілль Понтіакс, яка грає в Альбертській юніорській хокейній лізі, а також доросла хокейна команда Боннівілль Понтіакс. Команди грає на льоду Лалонд Арени, яка є частиною Боннівілля і район століття-Центр.

## Місцева влада
Міська рада Боннівілля складається з мера і шести радників, які всі безпосередньо були обрані жителями. Мером на виборах 2013 року став Ген Соболевський. В місті також знаходиться офіс муніципального району Боннівілля.
Боннівілль знаходиться у провінційному виборчому окрузі Боннівіллі-колд-Лейк. Поточний MLA — Скотт Кір, критик правосуддя Wildrose, який вперше був обраний у 2015 році. Раніше фахівцями з охорони здоров'я були Джені Леськів та Дені Духарме.
На федеральному рівні Боннівілль знаходиться в межах відновленого виборчого округу Лейкленд. В окрузі виграв Шеннон Стеббс з Консервативної партії, також вперше обраний у 2015 році.

## Фінансові інститути
Банківські послуги в Боннівіллі надають: Лейклендський кредитний Союз, АТБ фінансове, РБК Королівський Банк Канади, ТД Канада траст і СІБС 

## Освіта
В місті працює католицька школа Лейклендського округу № 150 і Північна школи № 69.
Католицька школа округу Лейкленд № 150
- Школа Нотр-Дам початкова школа (з дитячого садка до 4-го класу англійською і французькою мовами навчання)[16]
- Школа доктора Бернарда Броссо (з 5-го по 8-й класи, англійською та французькою мовами навчання)[17]
- Школа Нотр-Дам середня школа (з 9-го по 12-й класи)[18]

Школа Північного вогню № 69
- Школа Дуклос (з дитячого садка до 4-го класу)[19]
- Бургуанська школа (з 5-го по 8-й класи)[20]
- Централізована середня школа Боннівіллі (з 9-го по 12-й класи)[21]
- Боннівілльські виїзні школи (з 9-го по 12-й класи)[22]

## ЗМІ
Боннівіллі обслуговує CKSA-ТБ-2 (УКХ канал 9) завдяки ретранслятору приватної глобальної партнерської CKSA-ДТ у Ллойдмінстері.

## Відомі люди
- Жан Бурбо, професійний хокеїст
- Денис Дюшарм, колишній провінційний політик
- Джастін Фонтейн, професійний хокеїст
- Ерні Айслі, колишній провінційний політик і мер
- Джон Калінські, професійний хокеїст
- Джим Гаррісон, професійний хокеїст.